# Simon von Stampfer
Simon Ritter von Stampfer (Raneburg, Àustria, 26 d'octubre de 1792 (segons d'altres fonts, de 1790) – Viena, 10 de novembre de 1864) va ser un matemàtic, agrimensor i inventor austríac. El seu invent més prestigiós és el disc estroboscòpic, el primer aparell que permetia mostrar imatges en moviment. Gairebé al mateix temps, però, altres inventors van idear aparells similars a Bèlgica (el fenaquistoscopi de Plateau) i a Gran Bretanya (el zoòtrop de William George Horner). 

## Biografia

### Joventut i educació
Simon Ritter von Stampfer, nascut a Raneburg, va ser el primer fill de Bartlmä Stampfer, una dona que treballava com a teixidora. Va estudiar a l'escola local des de 1801 fins al 1804, quan es va canviar d'escola per assistir al Gimnàs franciscà de Lienz, una escola institucionalitzada que preparava els alumnes per als estudis avançats posteriors. Hi va estudiar fins a l'any 1807, moment en el qual es va traslladar al Liceu de Salzburg per estudiar filosofia, però no va ser acceptat.
El 1814, a Múnic, va realitzar l'examen de l'estat que li permetia exercir com a professor, i el va aprovar. De totes maneres, va decidir quedar-se a Salzburg, on va exercir d'ajudant de professor de matemàtiques, d'història natural, de física i de grec a l'escola secundària. Més tard es va instal·lar al Liceu, on va començar a ensenyar matemàtiques elementals, física i matemàtiques aplicades. L'any 1819 va ser nomenat professor de matemàtiques pures elementals al Liceu. L'Institut Politècnic de Viena també li va concedir, l'any 1825, el títol de Professor de Geometria pràctica que li permetia ser professor de la institució.
Durant les hores lliures es dedicava a realitzar mesures geodèsiques, a estudiar l'astronomia, a experimentar amb la velocitat de propagació del so a diferents alçades i a realitzar d'altres estudis relacionats amb la física. Per aquesta raó se’l solia trobar al Monestir Benedictí de Kremsmünster, ja que disposava de tota mena d'equip astronòmic i científic.
L'any 1822 es va casar amb Johana von Stampfer Wagner, amb la qual va tenir una filla el 1824, anomenada Maria Aloysia Johanna, i un fill el 1825 anomenat Anton Josef Simon. 

### Primers descobriments científics i docència
Després de diverses sol·licituds que el Liceu de Salzburg va refusar, finalment Stampfer va ser ascendit d'assistent de professor a professor titular de matemàtiques pures al Liceu. Alhora, però, també va ser escollit President de la pràctica geomètrica a l'Institut Politècnic de Viena, on es va instal·lar finalment el desembre de 1825 per substituir Franz Josef Gerstner. Allà va exercir com a físic i astrònom i va elaborar un mètode de càlcul dels eclipsis solars. 
Stamfer estava capficat amb els seus treballs astronòmics amb lents i les distorsions i falta de precisió que aquestes atorgaven. Això el va conduir a investigar el camp de les il·lusions òptiques. L'any 1828 va desenvolupar uns mètodes d'assaig per a telescopis i mètodes de mesurament per a determinar el que ell va anomenar “Krümmungshalbmesser” (radis de curvatura) de les lents i la refracció i la dispersió de les lents de vidre. Per tal de realitzar el seu estudi sobre les bases teòriques de la producció d'òptiques d'alta qualitat va utilitzar un telescopi acromàtic. 

### Desenvolupament del "disc estroboscòpic"

Gif que reprodueix l'efecte que produïen els discs estroboscòpics.

Va ser a partir de la revista “Journal of Physics and Mathematics” que, al 1832, Stampfer es va assabentar dels experiments que havia realitzat el físic anglès Michael Faraday i a partir dels quals havia descobert que, si una persona mirava una roda girant ràpidament, l'ull no podia seguir el moviment de la roda a la mateixa velocitat.

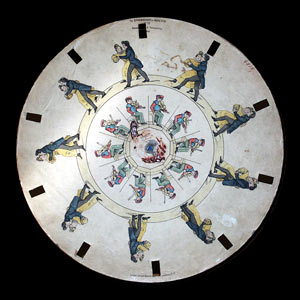
Un dels discs estroboscòpics creats per Stampfer dels anys 30 del.

Impressionat per aquests descobriments, Stampfer va dur a terme experiments molt similars i va crear el Disc Stampfer, també anomenat disc estroboscòpic, disc òptic màgic o, simplement, estroboscopi. Aquest aparell consistia en dos discs: un amb talls longitudinals al voltant de la circumferència i un altre amb imatges per fotogrames que contenien moviments. Quan el disc amb incisions es rotat en el mateix eix que el disc amb els dibuixos, les imatges que es veuen a través dels forats donen la impressió d'imatge en moviment. També es podia utilitzar un sol disc, que contenia incisions als extrems, davant un mirall i causava la mateixa sensació.
El científic Plateau havia desenvolupat un aparell molt similar que es va fer públic amb el nom de Fenaquistoscopi el gener de 1833. Plateu va justificar que ell havia estat el primer en pensar l'invent però que no l'havia pogut materialitzar fins més tard. Finalment va acceptar que Stampfer havia inventat l'aparell alhora que ell. Ambdós són reconeguts com els primers en crear cinema, malgrat la controvèrsia que comporta parlar de pioners en invents com el del cinema donada la simultaneïtat de les invencions d'aparells similars en diferents països.

Stampfer va ser guardonat amb el privilegi imperial número 1920 per la seva invenció el 7 de maig de 1833:
“El 1920è, Simon Von Stampfer, un professor de l'Institut Politècnic de Viena i a Mathias Trentsensky; a la invenció, figures i formes de colors, imatges de tota classe, d'acord amb les lleis físiques i matemàtiques s'hi poden distingir, gràcies a que la llum és constantment interrompuda. Quan dos discs, encarats a un mirall, giren a una alta velocitat al voltant d'un eix, la vida de les imatges es fa evident a la vista, no només moviments de màquines, sinó  també rodes i treballs amb martell i moviments d'animals i pilotes.”
Els comerciants vienesos van començar a construir l'aparell i a comercialitzar-lo. La primera edició que va sortir a la venda va ser al maig de 1833, i ràpidament va esgotar existències. Va ser així com, uns mesos després es va poder perfeccionar l'aparell.
A partir de l'aparell es va formar el terme “efecte estroboscòpic”. 